# Công giáo tại Hồng Kông
Giáo hội Công giáo tại Hồng Kông (tiếng Trung: 天主教 香港 教區), được thành lập năm 1841, là một phần của Giáo hội Công giáo Hoàn vũ, dưới sự lãnh đạo về tinh thần của Giáo hoàng ở Vatican.
Tất cả những người Công giáo ở Hồng Kông đều thuộc Giáo phận Hồng Kông, một giáo phận tiêu chuẩn de jure của Tổng giáo phận Quảng Châu. Tuy nhiên, trong thực tế nó là một giáo phận đặt dưới quyền kiểm soát từ chính Tòa Thánh. Hiện đại diện Tòa Thánh tại Hồng Kông, cũng là Đại diện Tòa Thánh tại Trung Quốc, Đài Loan, Ma Cao là Đức Ông Slađan Ćosić (tên tiếng Trung:高德隆 - Cao Đức Long), người Bosna và Hercegovina với chức danh Quyền Tham tán Tòa Thánh.
Có khoảng 389.000 - khoảng 5% tổng dân số - phần lớn là người Công giáo Nghi lễ Latin. Một nguồn tin khác thống kê rằng năm 2015, có 851.000 giáo dân tại Hồng Kông, chiếm đến 8% dân số. Phần lớn người Công giáo Hồng Kông là người Trung Quốc. Tuy nhiên, có nhiều nhóm người Philippines, Hàn Quốc, Nhật Bản, Ấn Độ, Pháp và Đức. Các buổi cử hành thánh lễ vào ngày chủ nhật được tổ chức ở 99 nơi, và có 249 trường Công giáo và 199 trung tâm dịch vụ xã hội khác nhau.
Giáo hoàng Phaolô VI từng có chuyến viếng thăm nơi này vào tháng 12 năm 1970.
Giám mục danh dự của Hồng Kông là Hồng y Giuse Trần Nhật Quân, S.D.B. (tiếng Trung: 陳日君). Ông được một số người coi là "gây tranh cãi" về mặt chính trị do quan điểm "chống Bắc Kinh" của ông. Tuy nhiên, vị Hồng y này đã liên tục bày tỏ tình cảm về sự yêu nước cho đất nước của mình, và rằng ông đã buồn bã khi cho rằng ông đã bị từ chối quyền trở về Trung Quốc.
Vị giám mục hiện tại của Hồng Kông là Micae Dương Minh Chương (tiếng Trung Quốc: 楊鳴章), được Giáo hoàng Phanxicô bổ nhiệm vào năm 2016. Hai vị tiền nhiệm của ông đều còn sống, là Hồng y Gioan Thang Hán và Hồng y Giuse Trần Nhật Quân.
Nhà thờ Chánh tòa của Giáo phận Hồng Kông là Nhà thờ Đức Mẹ Vô Nhiễm Nguyên Tội.